# Hamidou Dia
Hamidou Dia (1953 - 2018) là một nhà văn, nhà phê bình văn học và giáo viên triết học người Senegal.
Ông học triết học ở Dakar và Paris, và đạt bằng tiến sĩ Văn học Pháp tại Đại học Laval. Sau đó, ông dạy triết học ở Hoa Kỳ, Canada và Senegal.

## Tác phẩm
- Les Sanglots de l'espoir, 1987
- Le Serment, 1987
- Koumbi Saleh ou Les pâturages du ciel, 1993
- Les Remparts de la mémoire, 1999
- Poètes d'Afrique et de Antilles, 2002
- Poésie africaine et engagement, 2002
- L'Écho des jours, 2008 (với lời nói đầu của Cheikh Hamidou Kane)
- Présences, 2011
- Aboubakry Kane, le dernier fils de la Grande Royale, 2013 (đồng tác giả: Youssouph Mbargane Guissé)[3]